# Belalcázar
Belalcázar er en by og kommune i det sydlige Spanien i provinsen Córdoba. Den har et indbyggertal på 3.099 (2024) indbyggere.